# Tradescantia maysillesii
Tradescantia maysillesii är en himmelsblomsväxtart som beskrevs av Eizi Matuda. Tradescantia maysillesii ingår i släktet båtblommor, och familjen himmelsblomsväxter. Inga underarter finns listade.